# Иоост, Адольф Карлович
Адольф Карлович Иоост (1894, по другим данным 1895 — 1942) — советский лётчик-испытатель.

## Биография

### Лётная карьера
Родился в эстонской или голландской семье. Военный лётчик, участник Первой мировой и Гражданской войн. Член РКП(б) в 1917-1921. Занимался испытанием летательных аппаратов, в одном из полётов на планёре «Городе Ленина» при попытке облететь вокруг потухшего кратера вулкана Кара-Даг приводнился, планёр утонул, а лётчик сумел благополучно добраться до берега вплавь. Работал лётчиком-инструктором, начальником Дудергофской планёрной школы. Был одним из учителей В. П. Чкалова. 
С 1937 персональный пенсионер и преподаватель (начальник спортивной секции при музее) центрального аэроклуба Осоавиахима. Проживал в Ленинграде на улице Моховая, дом 23, квартира 4.

### Репрессии
Арестован 12 июня 1938 года и 9 октября 1938 по обвинению по статье 58-6 УК РСФСР приговорён к расстрелу особой тройкой УНКВД по Ленинградской области. Однако приговор к ВМН не был приведён в исполнение, и постановлением особого отдела НКВД Ленинградской области освобождён 25 марта 1939 года. 
Погиб во время блокады Ленинграда в январе 1942 года, а в мае того же года погибла его дочь Людмила Иоост.